# Two Gay Dogs
Two Gay Dogs è un cortometraggio muto del 1912 diretto da Chauncy D. Herbert.

## Produzione
Il film fu prodotto dalla Selig Polyscope Company.

## Distribuzione
Distribuito dalla General Film Company, il film - un cortometraggio di una bobina - uscì nelle sale cinematografiche statunitensi il 16 agosto 1912.